# 全国こども電話相談室
全国こども電話相談室（ぜんこくこどもでんわそうだんしつ）は、TBSラジオなどJRN各局で毎週日曜日の朝（放送開始から1997年9月までは月曜日から金曜日までの夕刻）に放送されていた電話相談を行うラジオ番組。通称は「こども電話」「こども電話相談室」。その後、2020年10月5日から2021年6月21日までは毎週月曜日に午前9:30頃から、2021年7月1日からは毎週木曜日に午前10:40頃から、「伊集院光とらじおと」内で、「こどもでんわそうだんしつと郵便局と」次いで「伊集院光とらじおとこどもでんわそうだんしつと」と題して放送した。

## 概要
「ラジオ番組の中で子供の疑問、相談を受け付ける番組を作りたい」とTBSのプロデューサーの発案で、1964年7月13日に長時間ワイド番組『オーナー』の1コーナーとして放送開始（17:30頃から）、1966年10月より『オーナー』の終了に伴い単独番組となり、以降放送時間の変更・移動を経て、2008年9月28日までの44年3か月間続いた長寿番組である。
リスナーの小学生・中学生から電話で寄せられる質問に、スタジオの回答者（科学系の専門家やスポーツ選手、タレントなど）が親切・丁寧に答えていく生放送番組で、子どもたちの素朴な疑問に回答者がきりきり舞いさせられたり、彼らの発達度合いに合わせてどのような答え方をするかなどが聴きどころのひとつとなっていた。
スポンサーは当初浅草うまいもの会（TBSのみ。『オーナー』内包時代から）。その後集英社（1969年もしくは1970年頃から）→小学館（1977年頃から最終回まで）。1997年秋に日曜日に移行後は小学館に加えて朝日新聞がスポンサーに加わり、朝日小学生新聞と連動した学校活動などの紹介コーナーが新設された。しかし、両スポンサーの降板によって『全国こども電話相談室・リアル!』にリニューアルして終了した。この「-こども電話相談室・リアル!」になってからは、原則として事前の収録放送となったため、電話での相談募集は留守番電話のみ、電話窓口での相談は廃止となった。内容も当頁の学校教育・学習関係の質問番組から、人生相談的な内容にシフトされていた。

### ベルト番組時代
スタートから1997年9月までは、月曜日から金曜日までのベルト番組であった。独立番組となってからは16:30 - 17:00の30分間、1983年4月11日から30分繰り上がり、16:00 - 16:30に放送されていた。
当時は放送日に応じて聴取者宅の電話番号の末尾の奇数・偶数で電話受付を制限しており、電話番号をアナウンスする時は「東京23区内からかけてくれるお友達は、最初の03は要りません」とアナウンスしており、限られた時間で多くの質問をこなすべく、きびきびしたテンポで番組が進んでいた。スタジオの放送時間内で即答できなかった質問については「宿題」として、翌日の放送で回答していた。この場合、その日の最後の相談のやり取りの途中で「○○さん、番組はここで終わりですが、引き続き回答してもらいますのでこのまま電話を切らないで待っていてください」と相談者にコメントしていた。
JRN系列局のほとんどが同時ネットしており、前述の通り1978年9月までは系列外のラジオ関西まで同時ネットして制作に関与したが、末期は9局に減少した（秋田放送、新潟放送〈最後の半年のみ〉、信越放送、山梨放送、山陽放送、四国放送、南海放送、高知放送、琉球放送）。

## 質問の内容
毎回、回答者の得意分野に応じてある程度テーマの方向性（例：スポーツ、生物、ファッションなど）が決められていた。例えば、気象予報士の森田正光が出演する回では、天気に関する質問を募集告知した。
週に60〜70件寄せられた質問は電話のほか、ファクシミリやインターネットでも受け付けていたが、回答はすべて電話で行われた。放送で取り上げられるのは5〜6件だが、紹介されなかった質問についても“アフターケア”と称して放送終了後にスタッフや回答者が調査して、必ず個人的に回答してあげた。

## 週変わりコーナー
1時間番組昇格後に編成。
出張!こども電話
柳沢怜の生中継レポートによる公立学校巡回相談コーナー。
小学生のキモチ
全国の小学生の"本音"を語るトークコーナー。
キッズステーション
朝日小学生新聞の企画と連動した学校活動紹介のコーナー。CSテレビ放送のキッズステーションは無関係だが親会社のTBSが資本参加している。かつてCS放送のキッズステーションで、この番組をテレビ映像化した同名の番組が放送された。

## 放送時間
- 毎週日曜日 9:00 - 9:55

1997年10月から、毎週日曜日朝の1時間番組（移動当時は8:00-8:55）となった。

## 出演

### 電話のお姉さん
- 高階玲子（初代・1966年4月 - 1970年5月）
- 藤田恒美（2代目・1970年6月 - 1976年9月）
- 桐本幸子（3代目・1976年10月 - 1980年9月）
- 二階堂杏子（4代目・1980年10月 - 1986年8月）
- 平野市子（5代目・1986年9月 - 1997年9月）
- 近江七恵（6代目・1997年10月 - 2002年3月）
- 近堂かおり（7代目・2002年4月 - 2008年9月、2020年版にも出演）

1964年の放送開始時から1966年3月までは、レギュラーの電話のお姉さん（パーソナリティ）は設定されていなかった。

### キャスター
- 柳沢怜（「出張!こども電話」コーナーを担当）

### 主な回答者（先生）
番組では「先生」と呼ばれ、毎回3人程度が出演していた。ゲストでタレントが出ることもあったが、タレントであっても「さん」付けではなく必ず「先生」と呼んでいた。
- 永六輔
- 石坂啓
- 無着成恭
- 荻昌弘
- 大橋巨泉
- 矢島稔
- 中山千夏
- 相島敏夫
- なだいなだ
- 大山のぶ代
- 岡野俊一郎
- 三本和彦

- 森田正光
- さかなクン
- ダニエル・カール
- 種村直樹
- 松宮一彦
- 小錦
- パトリック・ハーラン
- 兵藤哲夫
- 柳田理科雄
- 青島広志
- ピーコ

- 井筒和幸
- 春風亭昇太
- 毒蝮三太夫
- 国司真
- 藤田智
- 兵藤ゆき
- 石黒彩
- 木の実ナナ
- 松本秀樹
- 佐藤弘道

- 池上彰
- 塚原雄太
- 西村晃（経済評論家）
- のむらしんぼ

## テーマ曲
「ダイヤル、ダイヤル、ダイヤル、ダイヤル!（ベル音）回して…」というフレーズで有名だった「全国こども電話相談室テーマソング」（作詞：吉岡治・作曲：八城一夫）は天地総子の歌唱で、放送開始当初から不変であった。CBSソニーファミリークラブ（現：ソニー・ミュージックマーケティング）発売の『オリジナル版・懐かしのテレビ・ラジオ番組主題歌大全集』、近年ではCDアルバム『天地総子大全 フーコのコマソン・パラダイス』（2007年、SOLID RECORDS）の1曲目に収録されている。当番組は人気番組で知名度もかなり高かったことから、このテーマソングもTBS以外のテレビ・ラジオ局でも頻繁に用いられている。
1972年に当番組の挿入歌扱いの「ツンツン・ソング」「モシモシ123（ワンツースリー）」（唄：嶋崎由理・コロムビアゆりかご会、作詞：阿久悠、作曲：森田公一）と言うタイトルのシングルレコードが日本コロムビアからリリースされた。前者は番組のイメージソングで後者は電話のかけ方とテレホンマナー啓発がテーマであった。

## ネット局
放送終了時点でのネット局は以下の通り。
- RAB 青森放送
- IBC IBC岩手放送
- ABS 秋田放送（トヨタカローラ秋田の一社提供）
- YBC 山形放送
- FBC 福井放送
- RSK 山陽放送
- JRT 四国放送（2006年10月〜）
- RKC 高知放送
- OBS 大分放送
- MRT 宮崎放送（2008年4月より、1年振りにネット再開）
- RBC 琉球放送

放送末期は北海道、中京広域圏、関西広域圏、福岡のJRN加盟局は非ネットだった。
スポンサーは朝日新聞が一時期 提供していたが関西地区のJRN加盟局　朝日放送（ABCラジオ）は非ネットだった。
ベルト番組時代は当初、JRN非加盟のラジオ関西〔当時はNRN単独加盟〕にスポンサードネットされ、金曜日はラジオ関西制作で一時期 放送していたが、1978年10月にJRN加盟局の毎日放送（MBSラジオ）へ移行、1990年までネットしていた。
かつて日曜日の放送をネットした放送局は信越放送、山梨放送、静岡放送、山陰放送、山口放送、南海放送、南日本放送である。
フィラーは番組テーマ曲のオルゴール風バーションを使用した。開始当初から使用して、音源テープは伸び気味でノイズが多少あった。ローカルCMの少ない一部ネット局で聞くことが出来た。
CBCラジオは80年代の一時期、「もしもし! こども電話相談室」が日曜朝に放送されていた。パーソナリティはつボイノリオ。
山陰放送（BSS）では1990年前後、月に一度のペースで同様の番組を放送していた。

## 復活版

### 単発特番
2020年に、『全国こども電話相談室 supported by 郵便局』として日本郵便の一社提供による復活特番が2回放送された。いずれも事前収録によるもので、質問の募集は放送開始時の形態となるはがき又は手紙での受け付けとなる。
2020年3月22日（日曜日）9:00 - 9:55の復活特番は、回答者はTBSラジオパーソナリティの伊集院光（タレント）、赤江珠緒（フリーアナウンサー）、ならびに小林よしひさ（タレント、体操インストラクター）、兵藤哲夫（獣医師）、電話のお姉さんは番組終了時に担当していた7代目の近堂かおりがそれぞれ出演した。
8月30日（日曜日）19:00 - 20:00に復活特番の第2弾を放送。回答者は伊集院光、さかなクン、はいだしょうこで、電話のお姉さんは前回に引き続き近堂が務めた。

### レギュラー版

#### 概要
単発特番2回目の放送内において、『伊集院光とらじおと』内コーナーとして2020年10月から「こどもでんわそうだんしつと郵便局と」を放送することが発表され、10月5日より開始した。ただし、日本郵便が提供するため、今回は電話や電子メールでは募集せず、郵送のみの受付となる。開始当初から2021年6月21日までは月曜日の9:30頃から放送されていた。
伊集院光が「電話のお兄さん」となって、毎回、様々な質問に合わせた頼もしい先生が出演している。
『伊集院光とらじおと』の番組自体は生放送だが、当コーナーの電話相談部分のみ録音放送である。録音部分では伊集院が「電話のお兄さん」として出演しており、以前の「電話のお姉さん」の出演はなくなった。夏休み特別企画時に伊集院が先生として回答する場合は7代目電話のお姉さん・近堂かおりが出演する。
2021年7月1日からは木曜日の10:40頃に放送枠が移動された。日本郵便がスポンサーから外れ、タイトルも『伊集院光とらじおとこどもでんわそうだんしつと』に変更された。

その後、『伊集院光とらじおと』は2022年3月で終了したものの、後番組『パンサー向井の＃ふらっと』内で水曜日に『ふらっとこども電話相談室』として引き継がれている。

#### 出演
電話のお兄さん
- 伊集院光

回答者（先生）
- 様々な分野から毎週1人ずつ出演
- 伊集院が先生として出演する場合もある
  - その場合は電話のお姉さんとして近堂が出演

## 出版物
- TBSラジオ 全国こども電話相談室（小学館、1997年）ISBN 978-4092901513

1970年代から1980年代にかけては、過去に寄せられた質問内容と回答をジャンル別にまとめた学習漫画がスポンサーである小学館から多数出版された。毎日小学生新聞に、1週間分の質問内容をまとめたページがあった。